# Riegelstellung (Feuerwehr)

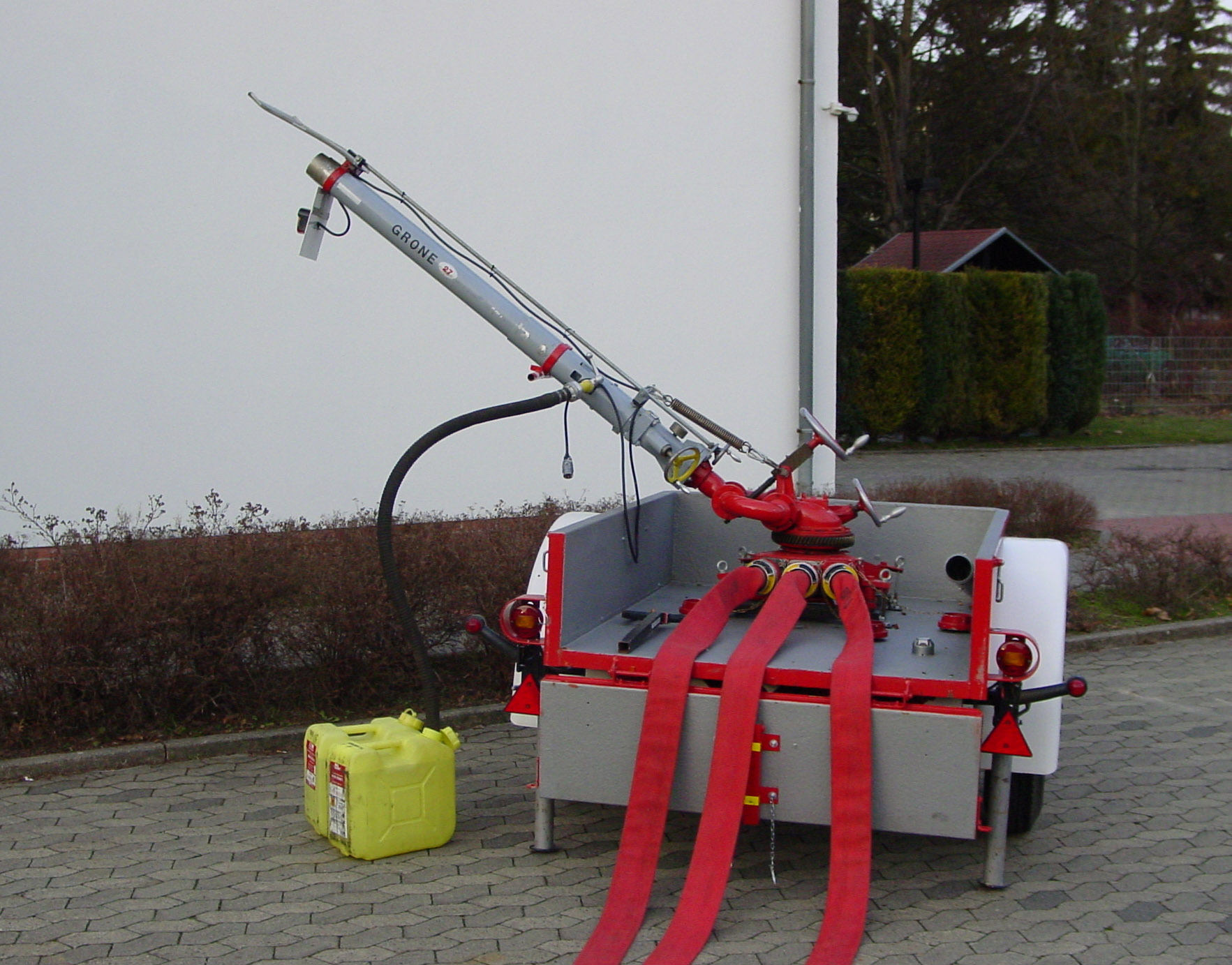
Monitoranhänger der Feuerwehr

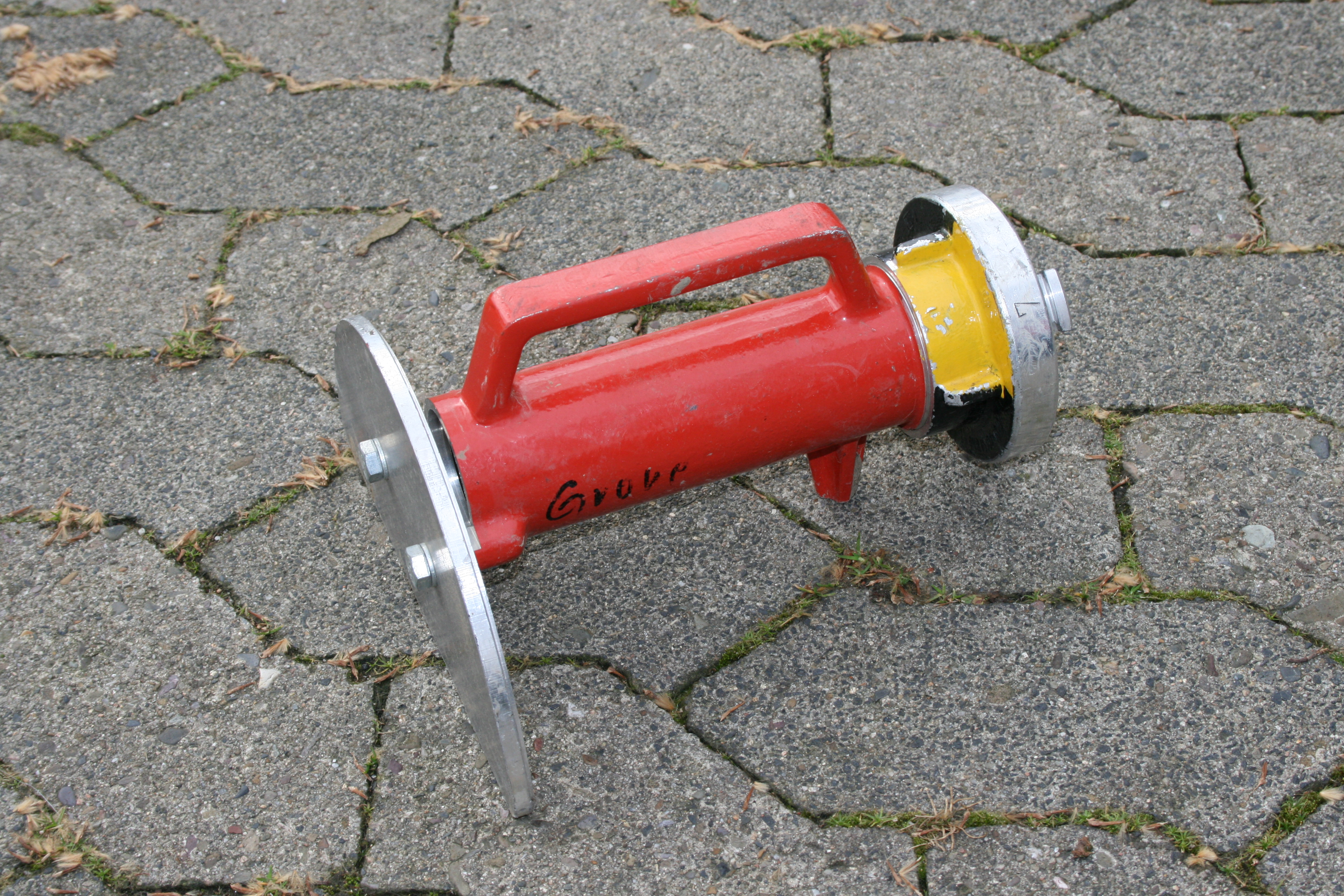
Hydroschild

Riegelstellung ist eine Taktik zur Brandbekämpfung, um das Übergreifen eines Brandes auf einen anderen, noch nicht brennenden Bereich zu unterbinden. Um dieses Ziel zu erreichen, ist die Wärmeübertragung durch Wärmestrahlung/Konvektion und ggf. Funkenflug zu unterbrechen bzw. zu unterbinden.
Es gibt verschiedene Möglichkeiten, um einen „Riegel“ zwischen den gefährdeten Bereich und den Brand zu setzen.
Eine Lösung ist der Aufbau mehrerer Strahlrohre (je nach Größe des Brandes), um ein Übergreifen zu verhindern. Diese Version wird auch Wassergasse genannt. Bei größeren Bränden bietet es sich an, Wasserwerfer bzw. Hydroschilde zu nutzen, da diese, einmal aufgebaut, weniger Personal benötigen. Eine stetige Kontrolle der einzelnen Komponenten ist vonnöten.
Zu bedenken ist, dass eine Riegelstellung unter Umständen sehr viel Löschmittel (meist Wasser) verbrauchen kann. Beispielsweise benötigt bereits ein einzelner Hydroschild (B-Anschluss) 1.400 Liter Wasser pro Minute. Eventuell ist dann eine Löschwasserförderung über lange Wegstrecken notwendig. Ein weiterer Nachteil ist, dass durch einen Hydroschild nicht jegliche Gefahr abgewendet werden kann, da sich benachbarte Gebäude aufgrund der Wärmestrahlung dennoch erhitzen und entzünden können. So sollte auch bei einer Riegelstellung ein Trupp die benachbarten Gebäude ständig beobachten und bei Anzeichen einer übermäßigen Erhitzung abkühlen.
Riegelstellungen sind allerdings nur selten notwendig, generell bei Großbränden in Industrieanlagen und Wohngebieten mit enger Bebauung, aber auch bei starkem Funkenflug.